# Proboszczewice
Proboszczewice (prononciation : [prɔbɔʂt͡ʂɛˈvit͡sɛ]) est un village polonais de la gmina de Joniec dans le powiat de Płońsk de la voïvodie de Mazovie dans le centre-est de la Pologne.
Le village compte approximativement une population de 200 habitants en 2006.

## Histoire
De 1975 à 1998, le village appartenait administrativement à la voïvodie de Ciechanów.